# Daniel Prévost
Daniel Prévost (Garches, 20 ottobre 1939) è un attore, comico e cantante francese, vincitore nel 1999 del Premio César per il migliore attore non protagonista.

## Biografia
Figlio naturale di madre francese; Micheline Chevalier, e padre algerino, Mohand Ait Salem, che non conobbe. Diplomato all'École nationale supérieure des arts et techniques du théâtre a Parigi, debuttò nel 1961 a teatro e in televisione. Nella metà degli anni sessanta le sue prime esperienze cinematografiche.

## Vita privata
Sposato con una donna danese ha tre figli; il primo, Sören, è un attore e conduttore televisivo.

## Filmografia

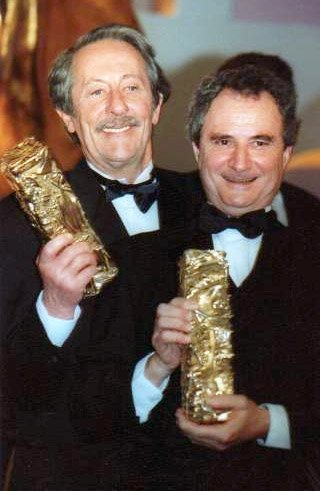
Daniel Prévost con Jean Rochefort premiati con il César nel 1999

- Erotissimo, regia di Gérard Pirès (1969)
- Tre canaglie e un piedipiatti (Laisse aller... c'est une valse!), regia di Georges Lautner (1971)
- L'an 01, regia di Jacques Doillon, Alain Resnais e Jean Rouch (1973)
- Se gli altri sparano... io che c'entro!? (Je sais rien, mais je dirai tout), regia di Pierre Richard (1973)
- Comment réussir... quand on est con et pleurnichard, regia di Michel Audiard (1974)
- I cinesi a Parigi (Les Chinois à Paris), regia di Jean Yanne (1974)
- Corrimi dietro... che t'acchiappo (Cours après moi que je t'attrape), regia di Robert Pouret (1976)
- La vera storia della rivoluzione francese (Liberté, égalité, choucroute), regia di Jean Yanne (1985)
- Tranches de vie, regia di François Leterrier (1985)
- Uranus, regia di Claude Berri (1990)
- Il colonnello Chabert (Le colonel Chabert), regia di Yves Angelo (1994)
- Le plus beau métier du monde, regia di Gérard Lauzier (1996)
- La cena dei cretini (Le dîner de cons), regia di Francis Veber (1998)
- Asterix & Obelix contro Cesare (Astérix & Obélix contre César), regia di Claude Zidi (1999)
- Omicidio in Paradiso (Un crime au paradis), regia di Jean Becker (2001)
- Mon idole, regia di Guillaume Canet (2002)
- Mai sulla bocca (Pas sur la bouche), regia di Alain Resnais (2003)
- La Maison du bonheur, regia di Dany Boon (2006)
- Musée haut, musée bas, regia di Jean-Michel Ribes (2008)
- Un uomo e il suo cane (Un homme et son chien), regia di Francis Huster (2008)
- Il piccolo Nicolas e i suoi genitori (Le Petit Nicolas), regia di Laurent Tirard (2009)
- Lucky Luke, regia di James Huth (2009)
- Le vacanze del piccolo Nicolas (Les Vacances du petit Nicolas), regia di Laurent Tirard (2014)
- Cinématon, regia di Gérard Courant (1978-2010)
- Mon Crime - La colpevole sono io (Mon Crime), regia di François Ozon (2023)

## Doppiatori italiani
- Mino Caprio in La cena dei cretini, Un uomo e il suo cane, Il piccolo Nicolas e i suoi genitori, Le vacanze del piccolo Nicolas
- Ambrogio Colombo in Lucky Luke, Mon crime - La colpevole sono io
- Carlo Sabatini in Il colonnello Chabert
- Diego Reggente in Asterix & Obelix contro Cesare
- Teo Bellia in Il peggior lavoro della mia vita

## Riconoscimenti
- Premio César
  - 1991 – Candidatura a migliore attore non protagonista per Uranus
  - 1999 – Migliore attore non protagonista per La cena dei cretini (Le dîner de cons)